# 三津谷祐
三津谷 祐（みつや ゆう、1984年12月18日 - ）は、香川県三豊郡大野原町（現・観音寺市）出身の男性陸上競技元選手、指導者。専門は長距離走・マラソン。世界選手権はヘルシンキ大会10000m、大阪大会5000mに出場した。

## 経歴
小学校時代から陸上競技を始める。尽誠学園高等学校入学後は持ち前のスピードを生かした走りでトラック、駅伝に活躍した。なお高校時代にはマイルリレー（4×400mリレー）のアンカーを務めるなど、スプリント能力も優れている。トヨタ自動車九州に入社後も、バルセロナオリンピックマラソン銀メダリストの森下広一監督の指導で着実に力をつけた。
2005年の第89回日本選手権10000mで優勝し一度は世界選手権日本代表に選ばれたが、参加標準記録Bのみの突破であったため、上位のA標準ながら落選した高知・くろしお通信の大森輝和サイドから抗議があり、日本陸上競技連盟が誤りを認め異例の再選考となった。
2005年6月29日のホクレンディスタンスチャレンジ深川大会で10000mに三津谷が出場し、同レースに出場した同僚のサムエル・ワンジルのアシストをうけ、27分41秒10の日本歴代3位（国内日本人最高記録）をマークし、見事にA標準を突破した。その結果、大森、三津谷両名が代表入りを果たした。
2人はともに香川県出身で、この騒動を乗り越え、友情は深まった。しかしその後の世界選手権ヘルシンキ大会では三津谷が19位、大森が最下位の22位の結果に終わった。しかし、この大会では序盤から飛び出して独走し、最後は大きく失速して最下位に終わった大森に対し、三津谷は27分57秒67を記録し、前述の27分41秒10がフロックではないということを証明した。(大森は28分59秒46。)
2007年5月26日の第18回ゴールデンゲームズinのべおか5000mでは日本歴代2位の13分18秒32をマーク。6月29日の第91回日本選手権5000mでは松宮隆行に次ぐ2位に入り、大阪で開催される世界選手権の日本代表に選出された。8月30日に出場した世界選手権5000m予選1組では14分07秒38の記録で15着だった。
2008年1月1日の第52回ニューイヤー駅伝では2区を担当し、ごぼう抜きの新記録となる24人抜きを達成している。2009年2月22日の第53回熊日30キロロードレースは1時間29分55秒の記録で優勝した。
2010年2月7日の第59回別府大分毎日マラソンで初マラソンに挑み注目されたが、33Km付近で先頭集団から脱落して結局2時間12分台の9位に留まった。
2015年2月21日の第29回福岡国際クロスカントリー出場を最後に現役を引退した。
引退後の現在は居住地の福岡県・九州地区を中心に、各地のレースでゲストランナーとして参加、市民ランナーへの指導者などで活動中。あして
2017年では４月に恩師である大西力監督が急死した。これを機に９月に臨時で陸上競技部監督にもなった。

## 主な成績
- 2000年　第55回国民体育大会少年B　3000m　2位
- 2001年　第56回国民体育大会少年A　5000m　3位
- 2002年　平成14年度全国高等学校総合体育大会　1500m　3位（日本人1位）
- 2002年　第57回国民体育大会少年A　5000m　6位
- 2004年　第9回全国都道府県対抗男子駅伝競走大会　3区　区間2位
- 2005年　第10回全国都道府県対抗男子駅伝競走大会　3区　区間2位（区間新）
- 2005年　第89回日本陸上競技選手権大会　10000m　1位
- 2005年　ホクレンディスタンスチャレンジ深川大会　10000m　2位
- 2005年　第10回世界陸上競技選手権大会　10000m　19位
- 2007年　第18回ゴールデンゲームズinのべおか　5000m　5位
- 2007年　第91回日本陸上競技選手権大会　5000m　2位
- 2007年　第11回世界陸上競技選手権大会　5000m　予選
- 2008年　第52回全日本実業団対抗駅伝競走大会　2区　区間2位
- 2009年　第53回熊日30キロロードレース　30km　優勝
- 2010年　第59回別府大分毎日マラソン　9位

## 自己記録
| 1500m                | 3分46秒68     | 2003年4月20日 | 第51回兵庫リレーカーニバル             |             |
| 5000m                | 13分18秒32    | 2007年5月26日 | 第18回ゴールデンゲームズinのべおか     | 日本歴代2位 |
| 10000m               | 27分41秒10    | 2005年6月29日 | ホクレンディスタンスチャレンジ深川大会 | 日本歴代3位 |
| ハーフマラソン       | 1時間02分26秒 | 2004年7月4日  | 第47回札幌国際ハーフマラソン           |             |
| 30 km                | 1時間29分55秒 | 2009年2月22日 | 第53回熊日30キロロードレース           |             |
| フルマラソン         | 2時間12分59秒 | 2010年2月7日  | 第59回別府大分毎日マラソン             |             |
| 歴代記録は当時の順位 |               |               |                                        |             |